# Vilmos Apor
Blahoslavený baron Vilmos Apor (počeštěně Vilém Apor; 29. února 1892, Sighișoara – 2. dubna 1945, Győr) byl maďarský šlechtic, římskokatolický duchovní a mučedník ze starobylého šlechtického rodu Aporů. V době druhé světové války zastával úřad rábského biskupa (1941–1945) a čestného kaplana Řádu maltézských rytířů. Jeho biskupské heslo znělo Crux firmat mitem, mitigat fortem (Kříž posiluje slabé a mírní silné).
Protestoval proti pronásledování Židů a aktivně jim pomáhal se skrývat. Na konci války byl zavražděn rudoarmějci, když jim bránil ve znásilňování žen, kterým poskytl azyl ve své rezidenci.
V listopadu 1997 byl prohlášen za blahoslaveného.

## Život

### Pronásledování Židů
| „                                           | Kdo odmítá první příkaz křesťanství a vyhlašuje, že zde jsou lidé, skupiny a rasy, které mohou být nenáviděny a pronásledovány, kdo předpokládá, že lidé jako černoši či Židé mohou být týráni, musí být považován za pohana, byť by se sám vydával za křesťana. Každý, kdo schvaluje týrání lidí nebo se na něm podílí, páchá těžký hřích. | “ |
| — biskup Apor v kázání na Bílou sobotu 1944 | |   |

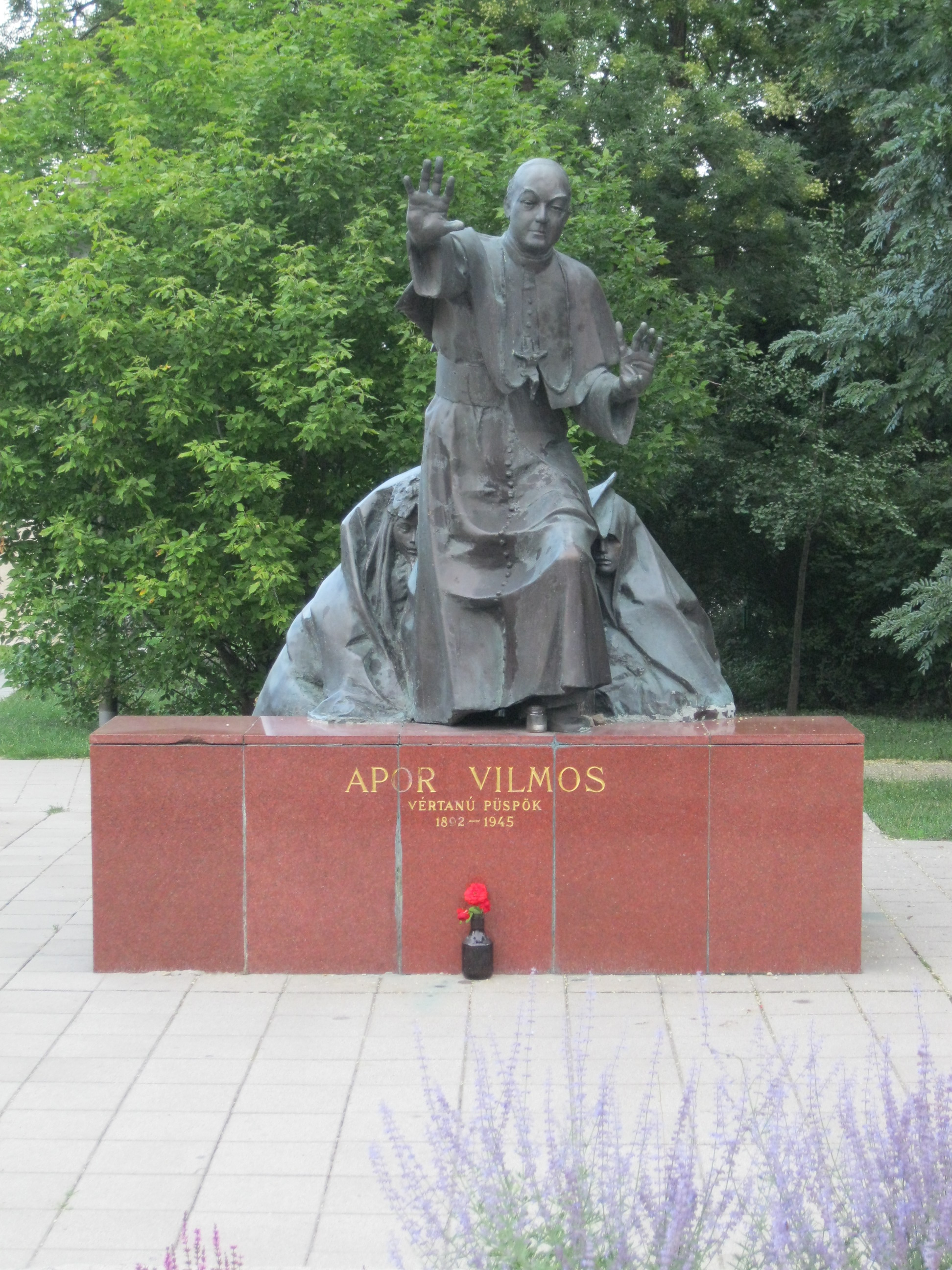
Pomník v Budapešti

Biskup Apor byl jedním z nejostřejších kritiků pronásledování Židů, proti kterému opakovaně protestoval společně s ostatními maďarskými biskupy i sám. Organizoval pro ně humanitární pomoc, křtil je i poté, co to přijaté protižidovské zákony zakazovaly (pro pokřtěné Židy existovaly ze zákonů výjimky), a schválil, aby jim byla vydávána falšovaná křestní osvědčení. Vystupoval též na jejich obranu ve svých kázáních a organizoval pro ně mezinárodní pomoc (mimo jiné ve spolupráci s von Balthasarem). Rovněž ženy a dívky ukrýval před fašisty a tím bránil jejich odvlečení do koncentračních táborů.

### Smrt
Když se k Győru přiblížily boje, biskup nabídl svoji rezidenci uprchlíkům. Když na Velký pátek 30. března Rudá armáda ovládla město, sovětští vojáci přišli a prohledali rezidenci, zda se tam neskrývají Němci. Později týž den se vrátili a chtěli několik žen, které by pomohly s „přípravou jídla a loupáním brambor“. Tuto frázi ovšem používali, ať už chtěli ženy k čemukoliv.
Biskup byl na tento požadavek připraven a zavedl je do té části rezidence, kde ubytoval muže a staré ženy. Tam se pro výpomoc v kuchyni nabídlo několik dobrovolníků. Děvčata a mladší ženy byly ukryty, takže cestou tam ani zpátky rudoarmějci žádnou nezahlédli. Později se však několik vojáků, notně opilých, vrátilo. Vrazili do rezidence a narazili na jedno mladé děvče, které v domnění, že nebezpečí už pominulo, opustilo skryté prostory. Vojáci začali dívku nahánět, ta utíkala a volala o pomoc biskupovo jméno. Biskup přiběhl, postavil se mezi ni a vojáky, ukázal na dveře a rozkřikl se na ně, že „sem nesmí, ať okamžitě odejdou“. Zmatení Rusové se před statným a energickým mužem v sutaně skutečně dali na ústup, ale jeden z nich se na odchodu otočil a vypálil po biskupovi dávku. Poté vojáci odešli.
Biskupa zasáhly tři kulky, z toho jedna způsobila závažné zranění v břiše, kde uvízla. Těžce raněný byl převezen do nemocnice, kde byl operován a přijal svátosti. Lékaři doufali, že by mohl přežít, protože ten den nejedl nic a den předtím jen velmi málo, ale o dva dny později se objevily rychle sílící příznaky vážné infekce, proti níž byli bezmocní. 2. dubna, na Velikonoční pondělí, biskup Apor zemřel. Odměnou mu před smrtí byla zpráva, že vojáci se už do rezidence nevrátili, na což reagoval větou: Děkuji Bohu, že přijal moji oběť.

## Pohřbení

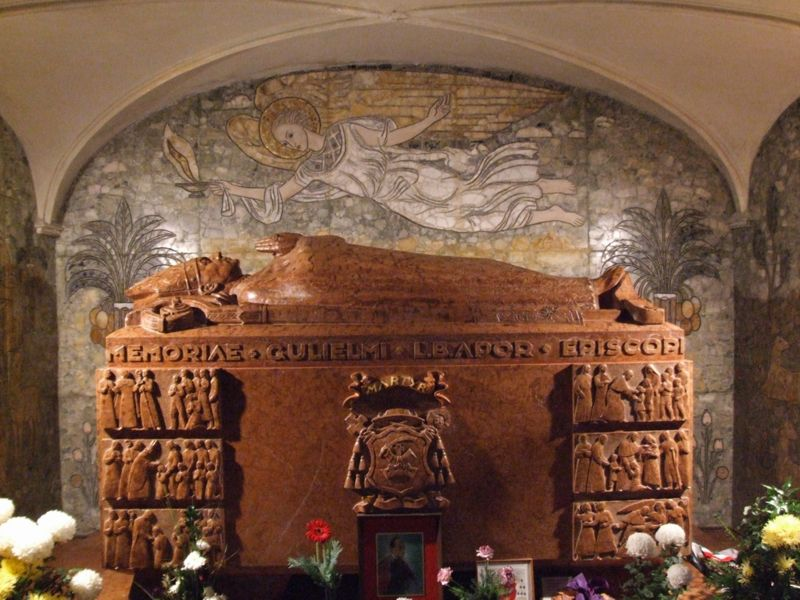
Hrobka biskupa Apora

Tělo biskupa Apora bylo provizorně uloženo v kostele karmelitánského kláštera, nicméně počítalo se s tím, že až bude jeho katedrála opravena a připraví se v ní hrobka, bude pohřben tam.
V katedrální kapli sv. Ladislava byla vybudována důstojná hrobka, ovšem komunistické úřady těsně před plánovaným obřadem zakázaly veřejný pohřeb i přesun těla. Snaha potlačit biskupovu památku tímto způsobem se nesetkala s úspěchem, lidé se chodili modlit i k zatím prázdnému hrobu a nemožnost pohřbít biskupa tam, kam patřil, se postupně stávala jedním ze symbolů náboženského útlaku v Maďarsku a komunistům působila čím dál více problémů. V roce 1985 komunistický režim kapituloval a povolil přemístění biskupova těla do hrobky, byť bez veřejných obřadů.

## Beatifikace
Jeho beatifikační proces začal roku 1989. V listopadu 1997 prohlásil papež sv. Jan Pavel II. biskupa Apora za blahoslaveného. Je po něm pojmenována např. Katolická vysoká škola Vilmose Apora (Apor Vilmos Katolikus Főiskola) ve městě Vác.